# Eutomostethus ephippium ephippium
Eutomostethus ephippium ephippium é uma subespécie de insetos himenópteros, mais especificamente de moscas-serra pertencente à família Tenthredinidae.
A autoridade científica da subespécie é Panzer, tendo sido descrita no ano de 1798.
Trata-se de uma subespécie presente no território português.